# Comitee voor eene gemeenschappelijke actie tot hervorming onzer huwelijkswetgeving
Het Comité voor eene gemeenschappelijke Actie tot Hervorming onzer Huwelijkswetgeving was een Nederlandse vrouwenorganisatie die werd opgericht om de bestaande huwelijkswetgeving te verbeteren en de handelingsonbekwaamheid van gehuwde vrouwen af te schaffen. De organisatie werd op 23 januari 1926 opgericht door de Nederlandsche Vereeniging van Staatsburgeressen (NVS). Tweede Kamer-lid en feminist Betsy Bakker-Nort werd de eerste voorzitter van het negenkoppige werkcomité. Twaalf verenigingen sloten zich bij oprichting aan bij het Comité voor eene gemeenschappelijke Actie tot Hervorming onzer Huwelijkswetgeving; in 1938 waren er 22 vrouwenorganisaties bij het comité aangesloten. In 1953 veranderde het comité de naam in Comité tot Verbetering van de Huwelijkswetgeving. Op 1 april 1985 werd het comité opgeheven.  
Tijdens de oprichtingsvergadering formuleerde het werkcomité volgens de oprichtingsnotulen in het archief bij Atria de volgende doelstellingen:
- afschaffing van de maritale macht en haar voor de vrouw vernederende gevolgen van rechts- en handelingsonbevoegdheid
- recht van beheer en beschikking der gehuwde vrouw over haar eigen goederen en inkomsten
- uitoefening der ouderlijke macht over minderjarige kinderen door vader en moeder tezamen